# Šarengrad
Šarengrad je naselje u Vukovarsko-srijemskoj županiji, na desnoj obali Dunava u Hrvatskoj, nizvodno od Vukovara, prema Iloku. Prigradsko je naselje grada Iloka i u njegovom je sastavu zajedno s naseljima Bapska i Mohovo.

## Gospodarstvo
U naselju je radilo nekoliko obrtnika (ribari, stolari, bačvari),no tradicija se nije prenijela na mlađe generacije. Glavna djelatnost stanovništva je poljoprivreda kojom se bavi nekolicina obitelji. Naselje ima osnovnu školu, poštu i trgovinu. Do nedavno je postojala pekara te gostionica u samom središtu mjesta. U tijeku je obnova društvenog doma, u kojemu se odvijaju sva društvena događanja u mjestu.[nedostaje izvor]

## Povijest
Šarengrad je poput ostalih drevnih naselja uz Dunav bio prapovijesna gradina. U doba rimske prevlasti na Dunavu tu je bila smještena promatračnica. U srednjem vijeku razvio se posjed, možda u sastavu staroga romaničkoga benediktinskog ili templarskog samostana iz 11. stoljeća, koji su Mongoli temeljito razorili 1242. u provali na hrvatske krajeve.

## Stanovništvo
| broj stanovnika | 1265  | 1484  | 1424  | 1558  | 1489  | 1472  | 1392  | 1448  | 1349  | 1622  | 1443  | 1357  | 1106  | 1005  | 838   | 528   | 362   |
|                 | 1857. | 1869. | 1880. | 1890. | 1900. | 1910. | 1921. | 1931. | 1948. | 1953. | 1961. | 1971. | 1981. | 1991. | 2001. | 2011. | 2021. |

## Šport
- NK Šarengrad, nogometni klub

## Galerija
- Dunav kod Šarengrada

## Vanjske poveznice
- Šarengrad  Arhivirana inačica izvorne stranice od 24. travnja 2008. (Wayback Machine)
- Kratka povijest Šarengrada  Arhivirana inačica izvorne stranice od 5. ožujka 2016. (Wayback Machine)